# Centro Internacional de Convenções (Jerusalém)
O Centro Internacional de Convenções ( em hebraico:  מרכז הקונגרסים הבינלאומי, Merkaz HaKongresim HaBeinLeumi), comumente conhecido como Binyenei HaUma (em hebraico:  בנייני האומה, lit.: Edifícios da nação), é uma sala de concertos e centro de convenções em Giv'at Ram, em Jerusalém. É o maior centro de convenções do Oriente Médio.

## História
O Binyenei Ha'Uma foi idealizado pela primeira vez por Alexander Ezer (que mais tarde se tornou seu diretor administrativo) e planejado pelo arquiteto Zeev Rechter, que venceu o concurso do projeto em 1949.
O complexo esteve em construção de 1950 a 1963. Em 1953, foi palco da primeira exposição internacional de Israel, a Conquista do Deserto. Em 1960, a Organização Sionista Mundial reuniu-se lá.
O período de dificuldades económicas e de austeridade na primeira década da independência israelita levou a interrupções frequentes na construção devido à falta de fundos, e o projecto foi por vezes chamado depreciativamente de Hirbet HaUma, a Ruína Nacional..O projeto de Rechter era uma estrutura sólida revestida de pedra de Jerusalém. Em vez de um relevo monumental dos artistas Joseph Zaritsky e Yitzhak Danziger como planejado originalmente, a fachada foi coberta com painéis de vidro de cor azul.

## Capacidade e funções
Localizado em frente à Estação Rodoviária Central de Jerusalém, na entrada oeste da cidade, o centro abriga 27 salas com capacidade para mais de 10.000 pessoas e é membro da Associação Internacional de Centros de Convenções (AIPC) e da ICCA, e está em conformidade com seus padrões internacionais. Seu maior salão, o auditório Menachem Ussishkin, tem capacidade para 3.104 pessoas. Ao todo, 12.000 metros quadrados de espaço de exposição se estendem por dois níveis e dez áreas de exposição.
Centro Internacional de Convenções é a sede da Orquestra Sinfônica de Jerusalém. O complexo já sediou muitos eventos internacionais, entre eles o Festival Eurovisão da Canção 1979, o Festival Eurovisão da Canção 1999 e a Feira Internacional do Livro de Jerusalém. O julgamento de John Demjanjuk foi realizado lá.

## Planos de desenvolvimento
Estão sendo discutidos planos para ampliar o ICC em 30 mil metros quadrados, duplicando o espaço de estacionamento, acrescentando três torres de escritórios, espaços comerciais e um hotel.

## Galeria

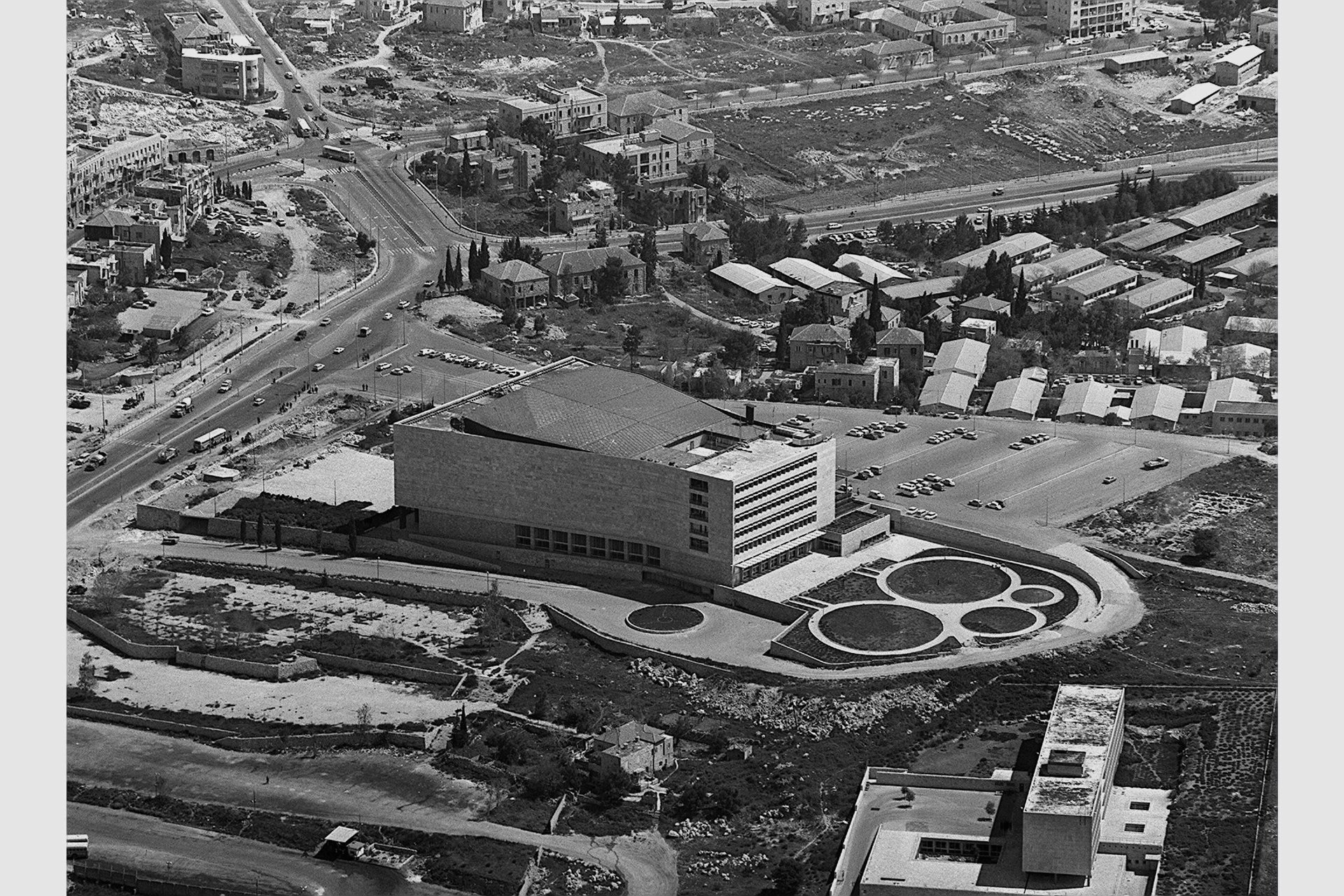
Centro de Convenções de Jerusalém (Binyenei HaUma) logo após a sua conclusão, por volta de 1960.
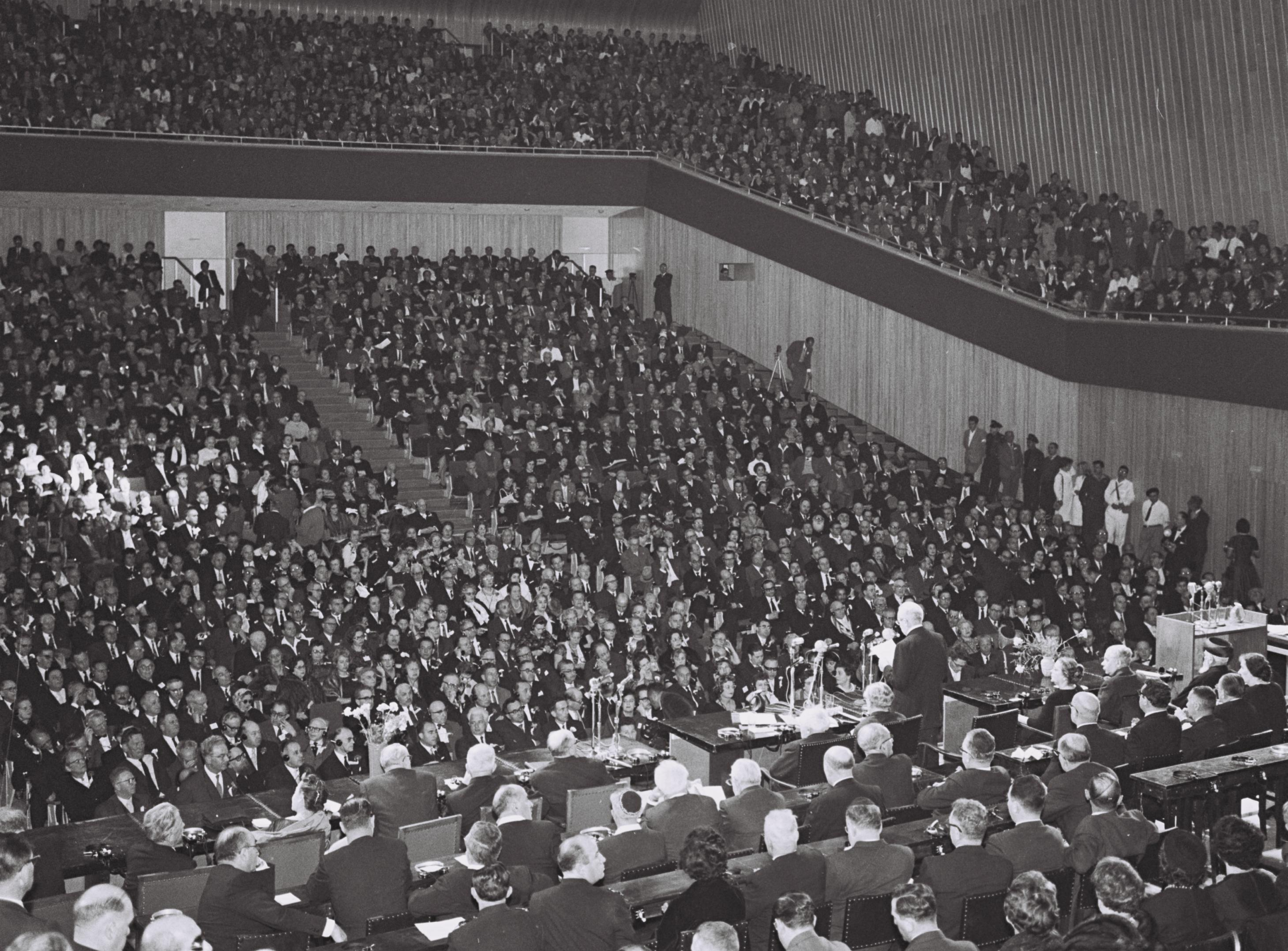
25º Congresso Sionista, em 1960.
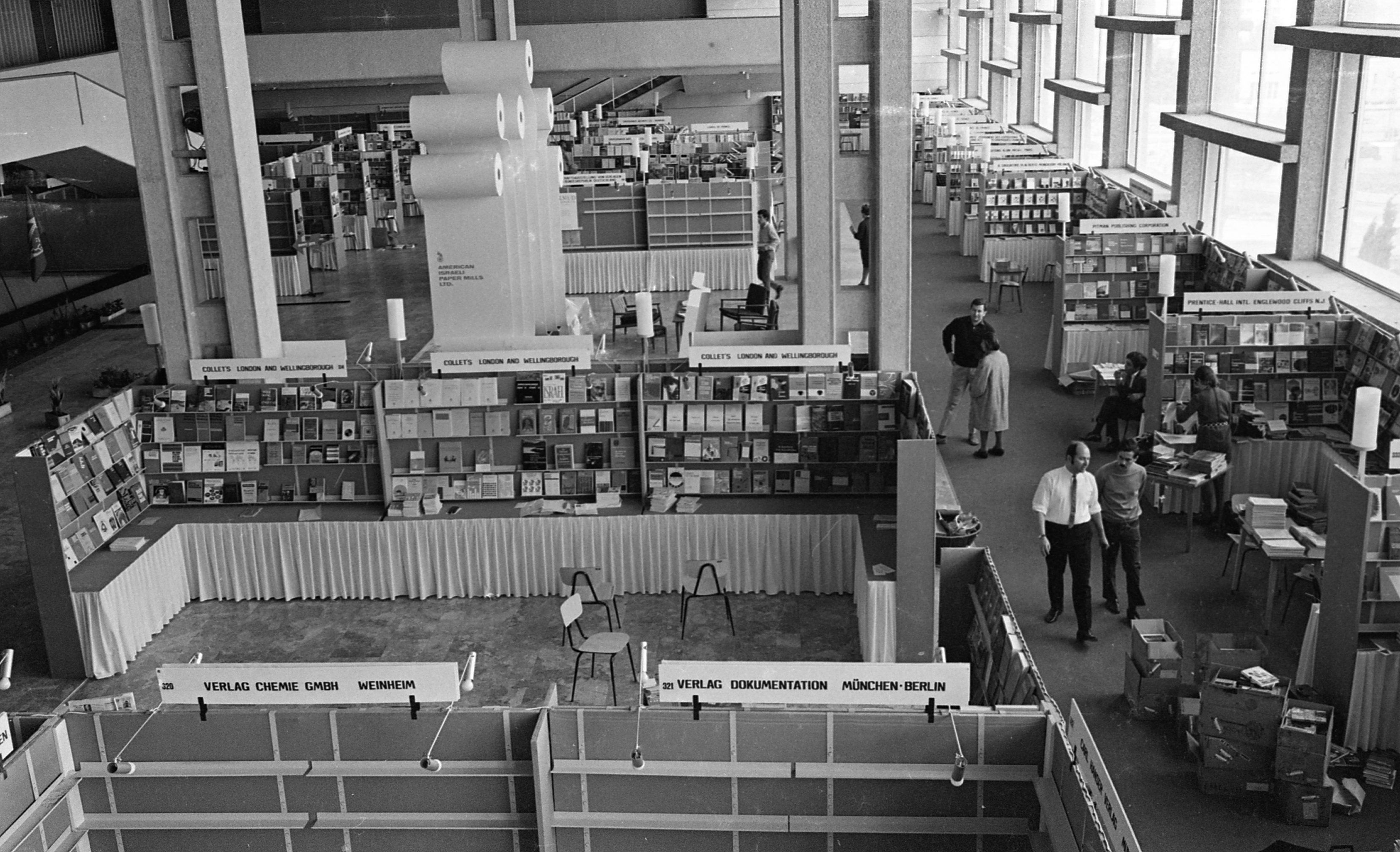
A quarta feira do livro de Jerusalém no Centro Internacional de Convenções, em 1969. (Dos acervos da Biblioteca Nacional de Israel.)
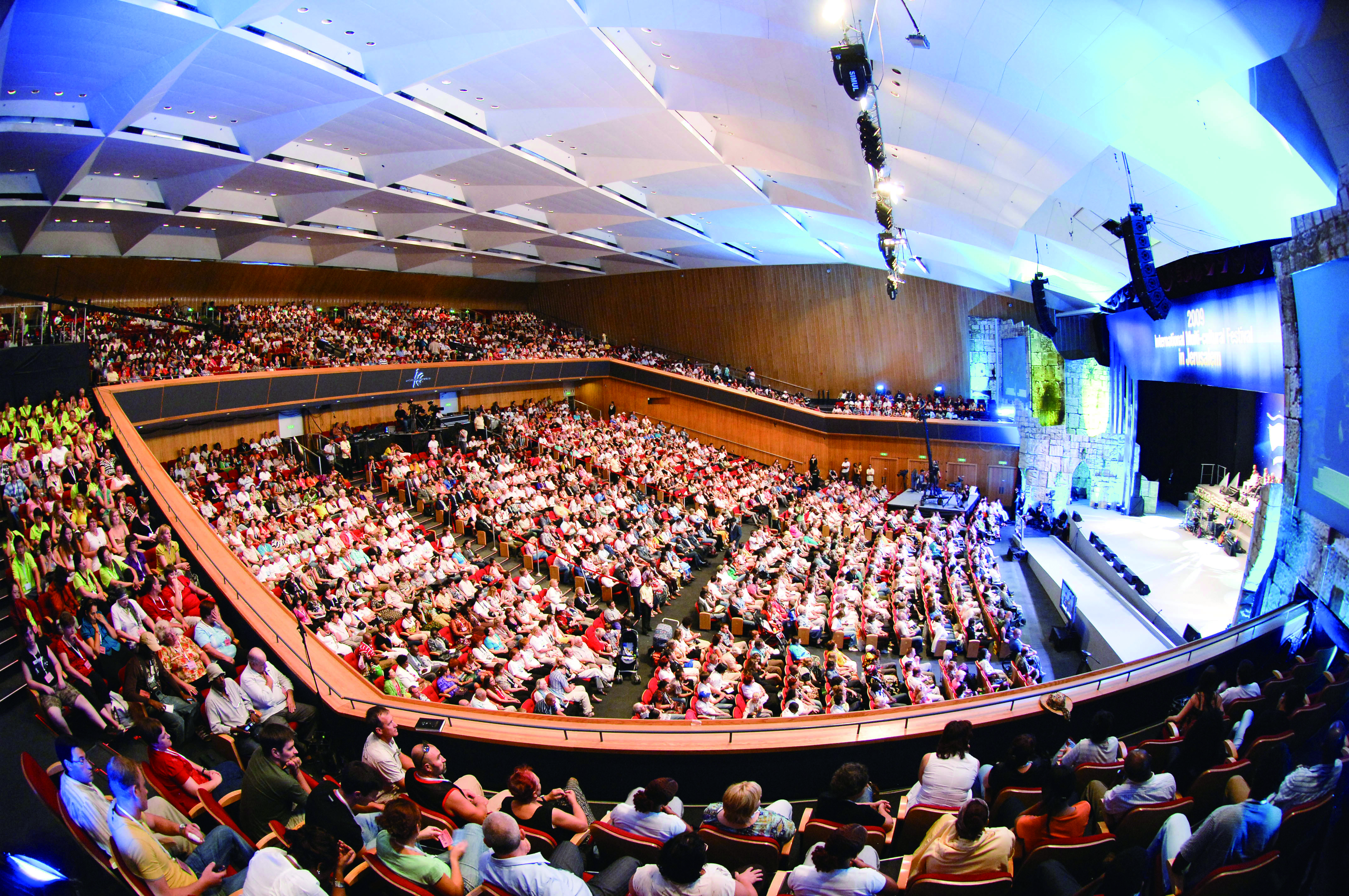
Festival Multicultural Internacional com Reverendo Jaerock Lee, em 2009.
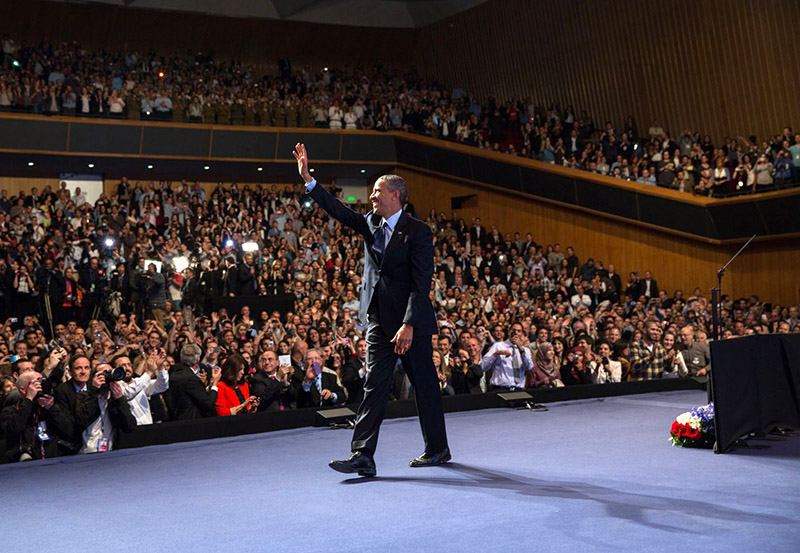
O presidente dos EUA, Barak Obama, acenando para os estudantes após o seu discurso, em março de 2013.